# Ariel Krasouski
Ariel José Krasouski (San José de Mayo, 31 de mayo de 1958) es un exfutbolista y actual entrenador de fútbol uruguayo. Como jugador se desempeñaba en el medio campo y su primer club fue el Wanderers.

## Carrera
Comenzó su carrera en 1976 jugando para el Club Atlético Central de San José de Mayo. Luego pasó a Montevideo Wanderers Fútbol Club. Integró el plantel hasta el año 1981, en el que se trasladó a la Argentina para formar parte del Boca Juniors. En 1986 se trasladó a San Lorenzo, hasta el año 1987, cuando se suma nuevamente a las filas de Boca Juniors. Continuó en el equipo hasta el año 1989. Ese año se fue a Estudiantes de Río Cuarto, hasta el año siguiente. En 1990 regresó a Uruguay para unirse a las filas de Liverpool, en donde se mantuvo por un año. En 1991 se marchó al Rentistas, continuando en el club hasta el año 1992. Luego se marchó al River Plate de su país natal. Rescindió su contrato en el año 1993, cuando se suma como parte del plantel de Basáñez y continuó hasta 1994. En 1994 se marchó al Fénix, en donde finalmente se retira en 1995 .
Como jugador también integró la selección uruguaya tanto de sub-20 como de mayores.

## Clubes[3]

### Como futbolista
| Club                      | País      | Año       |
| ------------------------- | --------- | --------- |
| Wanderers                 | Uruguay   | 1977-1981 |
| Boca Juniors              | Argentina | 1981-1986 |
| San Lorenzo               | Argentina | 1986-1987 |
| Boca Juniors              | Argentina | 1987-1989 |
| Estudiantes de Río Cuarto | Argentina | 1989-1990 |
| Liverpool                 | Uruguay   | 1990-1991 |
| Rentistas                 | Uruguay   | 1991-1992 |
| River Plate               | Uruguay   | 1992-1993 |
| Basáñez                   | Uruguay   | 1993-1994 |
| Fénix                     | Uruguay   | 1994-1995 |

### Como entrenador
| Club              | País    | Año       |
| ----------------- | ------- | --------- |
| Defensor Sporting | Uruguay | 1998-1999 |
| Tacuarembó        | Uruguay | 2000-2003 |
| Miramar Misiones  | Uruguay | 2004      |
| Paysandú FC       | Uruguay | 2005      |
| Rampla            | Uruguay | 2005-2006 |

## Palmarés

### Como jugador

#### Torneos nacionales
| Título           | Club         | País      | Año    |
| ---------------- | ------------ | --------- | ------ |
| Primera División | Boca Juniors | Argentina | M-1981 |

##### Torneos internacionales
| Título                         | Club               | Sede      | Año  |
| ------------------------------ | ------------------ | --------- | ---- |
| Campeonato Sudamericano Sub-20 | Selección uruguaya | Venezuela | 1977 |